# Ізгорє
Ізгорє (словен. Izgorje) — поселення в общині Жири, Горенський регіон, Словенія. Висота над рівнем моря: 640,9 м.